# (33007) 1997 EX10
1997 إي أكس 10 (ويعرف أيضًا باسم (33007) 1997 إي أكس 10 وفق تسمية الكوكب الصغير) (بالإنجليزية: 1997 EX10)‏ هو كويكب ضمن حزام الكويكبات؛ وترتيبه 33007 من حيث الاكتشاف.
اكتُشف هذا الجُرم الفلكي بواسطة سبيس واتش في 7 مارس 1997.

## وصلات خارجية
- (33007) 1997 EX10 في قاعدة بيانات مختبر الدفع النفاث لأجرام النظام الشمسي الصغيرة

- الاكتشاف · مخطط المدار ·  العناصر المدارية · المعلمات المادية

- (33007) 1997 EX10 على موقع ويكي سكاي: DSS2, SDSS, GALEX, IRAS, Hydrogen α, X-Ray, Astrophoto, Sky Map, Articles and images